# Бернгард Бехлер
Бернгард Макс Бехлер (нім. Bernhard Max Bechler; 9 лютого 1911, Ленгенфельд — 30 листопада 2002, Кляйнмахнов) — німецький офіцер і політик, майор вермахту і генерал-майор національної народної армії. Кавалер Німецького хреста в золоті.

## Біографія
У 1917-23 роках він відвідував приватну школу в Лангенфельді. Після цього вступив в Реальну гімназію, яку закінчив в 1930 році. Після здачі іспиту на атестат зрілості молодий Бернгард вирішив стати професійним солдатом.

### Служба в рейхсвері і вермахті
У березні 1931 року вступив в 10-й піхотний полк (Лобау). З березня 1932 по жовтень 1933 року відвідував офіцерські курси при піхотній школі в Дрездені. До жовтня 1934 року служив командиром взводу в 10-і піхотному полку. Потім до жовтня 1935 командував протитанковим взводом в 31-му піхотному полку (Плауен). З жовтня 1935 по вересень 1938 року служив полковим ад'ютантом в 102-му піхотному полку (Хемніц). У вересні 1938 року переведений на посаду ад'ютанта командира 24-го піхотного командування (Альтенбург). З вересня 1939 року по червень 1940 року Бехлер служив офіцером для доручень, а потім командиром роти спочатку 87-ї піхотної дивізії, а потім — 294-ї піхотної дивізії. Підлеглі йому роти з самого початку Другої світової війни перебували на західному кордоні Німеччини в складі групи армій «C». Учасник Французької кампанії. З липня по серпень 1940 року Бехлер тимчасово знаходився в офіцерському резерві Вищого командування сухопутних військ (в 102-му резервному піхотному полку). У вересні 1940 року його переводять на службу в Головну квартиру Верховного Командування сухопутних військ в Цоссені, де до березня 1942 року він служив ад'ютантом генерала Ойгена Мюллера. Нарешті, в березні 1942 року Бехлер був відправлений на Східний фронт командиром 1-го батальйону 29-го гренадерського моторизованого полку 3-й моторизованої дивізії. Учасник Сталінградської битви. В січні 1945 року потрапив в полон.

### В полоні
У радянському полоні Бехлер врешті-решт опинився в таборі для військовополонених в Єлабузі. У липні 1943 року він брав участь в установчому з'їзді Національного комітету «Вільна Німеччина», а у вересні виявився одним із засновників Союзу німецьких офіцерів, главою якого став генерал артилерії Вальтер фон Зейдліц-Курцбах. Почалася його активна антинацистська діяльність: він стає редактором газети «Freies Deutschland», бере участь в передачах радіостанції «Вільна Німеччина» і складанні численних листівок солдатам вермахту на фронті, які закликають скласти зброю і переходити на бік Червоної Армії, заявляючи, що війна для Німеччини програна. У грудні 1943 року він уповноваженим НКСГ був відправлений на фронт. Там він займався безпосередньо агітаційною роботою в окопах, звертаючись до німецьких солдатів з антифашистськими промовами. Під час проведення таких акцій він познайомився з колишнім солдатом вермахту Хайнцем Кесслером, який згодом через чотири десятиліття стане Міністром Національної оборони НДР. Незабаром важка пневмонія змусила Бехлер перервати своє завдання. Після одужання в березні і квітні 1944 року він керував пропагандистською роботою на Ленінградському фронті. У липні-серпні 1944 року він відвідував антифашистську школу в Красногорську. В останні місяці війни, з грудня 1944 року по травень 1945 року Бехлер разом з графом Генріхом фон Айнзіделем уповноваженим НКСГ (Frontbeauftragter des NKFD) діяв в складі 2-го Білоруського фронту. В ході Вісло-Одерської операції він активно брав участь в антинацистській пропаганді німецьких частин, оточених в Грауденці. На численних листівках, які закликають солдатів вермахту до капітуляції, був його підпис. У березні 1945 року він був нагороджений Орденом Великої Вітчизняної війни. За свою діяльність в рамках НКВН на батьківщині Бехлер заочно був засуджений до смерті. Його дружині було запропоновано анулювати шлюб, але вона відмовилася це зробити.

### На службі НДР
У середині травня 1945 року Бехлер офіційно був звільнений з полону. Після цього короткий час він керував антифашистською школою в околицях Штеттіна. Але незабаром знову повернувся в Бранденбург. Він отримав важливе завдання від радянської окупаційної адміністрації сформувати тут новий земельний уряд. У червні він став першим віце-президентом земельної управління Бранденбурга. 1 липня 1945 року Бехлер вступив в КПН. Рік по тому, коли КПН і СДПН об'єдналися в Соціалістичну єдину партію Німеччини, Бехлер вступив в СЄПН. У 1946-49 роках обіймав посаду міністра внутрішніх справ землі Бранденбург. Бехлер проживав в цей час в Клайнмахнові. У вересні 1949 року Бехлер був звільнений з поста міністра внутрішніх справ. З цього моменту починається нова, військова сторінка в кар'єрі колишнього майора вермахту. У жовтні 1949 року його відправили терміном на рік у відрядження в Радянський Союз на спеціальні навчальні курси для полкових командирів в Прівольск (під Саратовом). Повернувшись в НДР в жовтні 1950 року, 1 листопада був призначений начальником штабу Головного управління бойової підготовки при міністерстві внутрішніх справ. З 1 липня по 30 серпня 1952 року — заступник командувача і начальника штабу казарменої народної поліції. З подачі радянської сторони 30 серпня 1952 року його місце був призначений колишній генерал-лейтенант вермахту, активний член Національного комітету «Вільна Німеччина» і Союзу німецьких офіцерів Вінценц Мюллер. Бехлер же став заступником начальника штабу КНП. Для честолюбного Бехлера це був сильний удар. У наступні шість років він зробив все можливе, щоб дискредитувати Мюллера перед начальством. В цей час Штазі починає посилено цікавитися керівним складом КНП, особливо офіцерами, котрі служили раніше в вермахті. Крок за кроком формувалася мережа таємних інформаторів. Бехлер став співпрацювати з МДБ в 1952 році. 1 жовтня 1952 року в КНП офіційно були введені військові звання і Бехлер отримав звання генерал-майора. 12 травня 1953 року з боку МДБ він отримав пропозицію стати неофіційним співробітником, на яку погодився. 1 березня 1956 року на базі КНП була створена Національна народна армія НДР. Генерал-майор Бехлер став першим заступником начальника Головного штабу ННА. 1 листопада він одночасно очолив оперативне управління. Влітку 1957 року він був звільнений з посади. З 1 червня 1957 року по 30 вересня 1959 року він був відряджений на навчання до Військової академії Генерального штабу Збройних сил СРСР. Повернувшись в НДР, Бехлер був призначений керівником Вищих академічних курсів Військової академії ННА імені Фрідріха Енгельса. У грудні він очолив 2-й факультет Військової академії, який готував офіцерів сухопутних військ. 1 грудня 1965 року в кінці кар'єри він отримав нову посаду, очоливши дослідний відділ з управління військами при начальнику Головного штабу ННА. В 1969-1971 роках Бехлер очолював Інститут механізації та автоматизації управління військами в Дрездені. 28 лютого 1971 року вийшов на пенсію.

## Сім'я
Батько Бехлера був директором хімічної фабрики в Фогтланд (Vogtlandische Karbolinisierfabrik AG). Мати, будучи домогосподаркою, присвятила себе вихованню чотирьох дітей (у молодшого Бернгарда були ще брат Гельмут і сестри Кеті і Герта). Бехлер, який побоювався за свою кар'єру і боявся скомпрометувати себе перед комуністичними керівниками Східної Німеччини, зробив все, щоб перервати усіляке спілкування зі своїми родичами.  В 1946 році, після смерті батька, мати, сестра Кеті і брат Гельмут переїхали до Західної Німеччини. Ні з ким з родичів після 1945 року Бехлер не підтримував жодних стосунків.
2 вересня 1936 року заручився, а 7 травня 1938 року одружився з Маргрет Дрейкорн, дочкою колишнього офіцера кайзерліхмаріне, яка була молодша за нього на три роки. В пари народились дочка Гайді (2 жовтня 1939) і син Ганс-Бернгард (23 липня 1940). У липні 1945 року йому вдалося забрати до себе дітей, які в цей час жили у подруги дружини. Сама ж пані Бехлер після заняття Альтенбурга американцями в червні 1945 року була поміщена у в'язницю Цвіккау. Після відходу американців вона виявилася в руках радянської влади. Маргрет Бехлер звинувачувалася в тому, що видала гарнізонної комендатурі комуніста Альберта Якоба, який за завданням її чоловіка повинен був з нею зв'язатися. Згодом він був переданий гестапо, засуджений до смерті і страчений. Радянська військова адміністрація перевела її в тюрму Бауцена. Згодом вона утримувалась в спеціальних таборах в Ямліці, Мюльбергу і Бухенвальді. Шлюб був офіційно анульований вже восени 1946 року. У 1950 році в НДР 36-річна Маргрет 3-ю судовою колегією земельного суду Хемніца у кримінальних справах була засуджена до довічного ув'язнення. На процесі вона фігурувала під дошлюбним прізвищем Дрейкорн. У 1955 році Дрейкорн була помилувана, а в 1956 році випущена на свободу. Бехлер, який робив кар'єру в НДР, всіляко перешкоджав контактам дітей з матір'ю. Незабаром Маргрет переїхала у ФРН, де працювала вчителькою. Вона змогла побачити сина тільки після падіння Берлінської стіни. У 1992 році вона була реабілітована і померла у віці 88 років в 2002 році.
19 вересня 1946 року одружився вдруге. Його обраницею стала тридцятип'ятирічна Ерна Фолль, член КПН з 1930 року.

## Нагороди
- Медаль «За вислугу років у Вермахті» 4-го класу (4 роки)
- Залізний хрест 2-го і 1-го класу
- Німецький хрест в золоті (28 січня 1943)
- Орден Вітчизняної війни (СРСР)
  - 2-го ступеня (березень 1945) — нагороджений Георгієм Жуковим за службу на 2-му Білоруському фронті під час битви при Грауденці.[1]
  - 1-го ступеня (1970)
- Медаль для борців з фашизмом (1958)
- Орден «Прапор праці» (1960)
- Орден «За заслуги перед Вітчизною» (НДР)
  - в золоті (1965)
  - почесна застібка (1981)
- Бойовий орден «За заслуги перед народом і Вітчизною» (1966)